# Lista de reis da Bitínia
Esta é uma lista dos reis da Bitínia.
A duração do reinado é dada em anos, exceto onde outra unidade é usada.
| Nome          | Início do governo | Duração do reinado                          | Notas                                                                                       | Fonte       |
| ------------- | ----------------- | ------------------------------------------- | ------------------------------------------------------------------------------------------- | ----------- |
| Dédalo        | 383 a.C.          | ?                                           |                                                                                             | [ 1 ]       |
| Boteras       | ?                 | ?                                           |                                                                                             | [ 1 ]       |
| Bas           | 378 a.C.          | 50                                          |                                                                                             | [ 1 ]       |
| Zipoetes      | 328 a.C.          | 47                                          |                                                                                             | [ 1 ]       |
| Nicomedes I   | 281 a.C.          | 35                                          |                                                                                             | [ 2 ]       |
| Zela          | 246 a.C.          | 16                                          |                                                                                             | [ 2 ]       |
| Prúsias I     | 230 a.C.          | 40                                          |                                                                                             | [ 2 ]       |
| Prúsias II    | 190 a.C.          | 41                                          |                                                                                             | [ 2 ]       |
| Nicomedes II  | 149 a.C.          | 57 (Dufresnoy) ou 21 (site asianminorcoins) | Alguns historiadores dividem o reinado deste rei em dois, como Nicomedes II e Nicomedes III | [ 2 ]       |
| Nicomedes III | 128 a.C.          | 36                                          | Dufresnoy junta os reinados de Nicomedes II e III                                           | [ 3 ]       |
| Nicomedes IV  | 92 a.C.           | 16 (Dufresnoy) ou 20 (site asianminorcoins) | Numerado, por Dufresnoy, como Nicomedes III                                                 | [ 2 ] [ 3 ] |

Nicomedes, o último rei, legou a Bitínia como herança aos romanos, que só tomaram posse do território após uma longa guerra.